# Campeonato da Europa de Atletismo de 1982 - Maratona feminina
Estes foram os resultados da Maratona feminina disputada em Atenas, Grécia, no Campeonato da Europa de Atletismo de 1982.

## Medalhistas
| Ouro   | Rosa Mota Portugal (POR)         |
| Prata  | Laura Fogli Itália (ITA)         |
| Bronze | Ingrid Kristiansen Noruega (NOR) |

## Classificação final
| Posição           | Atleta                | País               | Marca   |
| ----------------- | --------------------- | ------------------ | ------- |
| Medalha de ouro   | Rosa Mota             | Portugal           | 2:36:03 |
| Medalha de prata  | Laura Fogli           | Itália             | 2:36:28 |
| Medalha de bronze | Ingrid Kristiansen    | Noruega            | 2:36:38 |
| 4                 | Alba Milana           | Itália             | 2:38:54 |
| 5                 | Carla Beurskens       | Países Baixos      | 2:39:22 |
| 6                 | Karolin Szabó         | Hungria            | 2:40:50 |
| 7                 | Marie-Louise Hamrin   | Suécia             | 2:42:14 |
| 8                 | Soya Ivanova          | União Soviética    | 2:42:43 |
| 9                 | Kathryn Binns         | Reino Unido        | 2:44:09 |
| 10                | Rita Marchisio        | Itália             | 2:44:24 |
| 11                | Monika Lövenich       | Alemanha Ocidental | 2:45:10 |
| 12                | Charlotte Teske       | Alemanha Ocidental | 2:45:17 |
| 13                | Heidi Hutterer        | Alemanha Ocidental | 2:46:32 |
| 14                | Tuija Toivonen        | Finlândia          | 2:48:51 |
| 15                | Sinikka Kiippa        | Finlândia          | 2:48:54 |
| 16                | Henriette Fina        | Áustria            | 2:49:57 |
| 17                | Christine Seeman      | Turquia            | 2:51:58 |
| 18                | Carey May             | Irlanda            | 2:52:06 |
| 19                | Vreni Forster         | Suíça              | 2:52:49 |
| 20                | Nadezdha Gumerova     | União Soviética    | 2:53:00 |
| 21                | Carol Gould           | Reino Unido        | 2:58:48 |
| 22                | Georgia Papanastasiou | Grécia             | 3:18:40 |
| 23                | Kyriaki Kouvara       | Grécia             | 3:28:53 |
| —                 | Iclar Martínez        | Espanha            | DNF     |
| —                 | Annick Lebreton       | França             | DNF     |
| —                 | Magda Ilands          | Bélgica            | DNF     |
| —                 | Yelena Tsukhlo        | União Soviética    | DNF     |

DNF = abandonou